# Alboury Lah
Alboury Lah (ur. 17 listopada 1968 w Thiès) – senegalski piłkarz grający na pozycji napastnika. W swojej karierze rozegrał 4 mecze w reprezentacji Senegalu.

## Kariera klubowa
Swoją karierę piłkarską Lah rozpoczął w klubie US Rail de Thiès. W sezonie 1986/1987 zadebiutował w jego barwach w pierwszej lidze senegalskiej. W 1987 roku przeszedł do ASC Diaraf. W sezonie 1988/1989 został z nim mistrzem Senegalu.
W 1989 roku Lah wyjechał do Francji i został zawodnikiem Paris Saint-Germain. Niedługo po tym transferze został wypożyczony do drugoligowego En Avant Guingamp. W 1990 roku wrócił do Paris Saint-Germain. 28 września 1990 zadebiutował w nim w pierwszej lidze w zremisowanym 1:1 domowym meczu z FC Nantes. W sezonie 1991/1992 wypożyczono go do drugoligowego LB Châteauroux. Zawodnikiem PSG był do 1993 roku.
W 1995 roku Lah został zawodnikiem katarskiego Al Ahli. Grał w nim przez trzy sezony. W 1998 roku przeszedł do Al-Wahda Abu Zabi ze Zjednoczonych Emiratów Arabskich. W sezonie 1998/1999 wywalczył z nim mistrzostwo kraju, a w sezonie 1999/2000 zdobył z nim Puchar Zjednoczonych Emiratów Arabskich. Po tamtym sezonie zakończył karierę.
| Sezon   | Klub                | Kraj                         | Rozgrywki            | Mecze | Bramki |
| ------- | ------------------- | ---------------------------- | -------------------- | ----- | ------ |
| 1986/87 | US Rail de Thiès    | Senegal                      | Championnat National | ?     | 12     |
| 1987/88 | ASC Diaraf          | Senegal                      | Championnat National | ?     | ?      |
| 1988/89 | ASC Diaraf          | Senegal                      | Championnat National | ?     | ?      |
| 1989/90 | En Avant Guingamp   | Francja                      | Ligue 2              | 1     | 0      |
| 1990/91 | Paris Saint-Germain | Francja                      | Ligue 1              | 6     | 0      |
| 1991/92 | LB Châteauroux      | Francja                      | Ligue 2              | 26    | 2      |
| 1992/93 | Paris Saint-Germain | Francja                      | Ligue 1              | 0     | 0      |
| 1995/96 | Al Ahli             | Katar                        | Q-League             | ?     | ?      |
| 1996/97 | Al Ahli             | Katar                        | Q-League             | ?     | 11     |
| 1997/98 | Al Ahli             | Katar                        | Q-League             | ?     | 10     |
| 1998/99 | Al-Wahda Abu Zabi   | Zjednoczone Emiraty Arabskie | UAE League           | ?     | 29     |
| 1999/00 | Al-Wahda Abu Zabi   | Zjednoczone Emiraty Arabskie | UAE League           | ?     | 17     |

## Kariera reprezentacyjna
W reprezentacji Senegalu Lah zadebiutował 27 maja 1987 w zremisowanym 2:2 towarzyskim meczu z Japonią, rozegranym w Hiroszimie. W 1992 roku został powołany do kadry na Puchar Narodów Afryki 1992. Na tym turnieju wystąpił w jednym meczu grupowym, z Kenią (3:0). Od 1987 do 1992 wystąpił w kadrze narodowej 4 razy.